# 1-й проезд Подбельского
Пе́рвый прое́зд Подбе́льского — проезд, расположенный в Восточном административном округе города Москвы на территории района Богородское.

## История
Проезд получил своё название в 1954 году по нахождению на территории бывшего посёлка имени Подбельского; посёлок был построен в 1920-х годах по инициативе работников связи близ села Богородское и получил имя народного комиссара почт и телеграфа РСФСР В. Н. Подбельского (1887—1920). Позже 1-й проезд Подбельского был упразднён, а в 1990 году восстановлен как 2-й проезд Подбельского, который, в свою очередь, был упразднён в 1970-х годах. Название «1-й проезд Подбельского» в 1990 году было присвоено внутриквартальному проезду, проходящему северо-западнее параллельно ему. Впоследствии это переименование не прижилось, для 1-го проезда Подбельского фактически была восстановлена прежняя нумерация, а наименование 2-й проезд Подбельского теперь не используется вовсе.

## Расположение
1-й проезд Подбельского, являясь продолжением Игральной улицы, проходит от трамвайных путей Погонного проезда до Ивантеевской улицы. Ныне, по 1-му проезду Подбельского остался только один дом № 14 (магазин «Чижик», который в первой жизни был радиомастерской)

## Примечательные здания и сооружения
По нечётной стороне:
По чётной стороне:
- д. 14 — в этом заброшенном ныне здании в 1960–1980-е годы располагалась мастерская по ремонту радиоаппаратуры; по сюжету фильма «Ошибка резидента» (1968) здесь «работал» Михаил Зароков (Тульев), герой Георгия Жжёнова, в фильме адрес дома — г. Приволжск, Подгорная ул., д. 5

## Транспорт

### Наземный транспорт
Маршруты наземного транспорта по проезду не проходят. У северо-восточного конца проезда, на Ивантеевской улице, расположена остановка «1-й проезд Подбельского» автобуса 80, у юго-западного, на Погонном проезде и Игральной улице, — остановки «Игральная улица» трамваев 2, 4, 7, 46, автобуса 80.

### Метро
- Станция метро «Бульвар Рокоссовского» Сокольнической линии — юго-восточнее проезда, на Ивантеевской улице (1,1 км).

### Железнодорожный транспорт
- Станция МЦК «Бульвар Рокоссовского» — юго-восточнее проезда, на 6-м проезде Подбельского (1,68 км).
- Станция МЦК «Белокаменная» — северо-западнее проезда, на Яузской аллее (1,77 км).